# Чирин, Прокопий Иванович
Проко́пий Ива́нович Чи́рин (до 1593 года — около 1627) — древнерусский художник, наиболее известный представитель строгановской школы иконописи.

## Биография
Сведения о жизни Прокопия Чирина крайне скудны. Надпись, оставленная им на обороте иконы «Никита Воин» («лета 7101-го году написал сии образ на Москве иконник Прокопей наугородец»), позволяет сделать вывод, что иконописец был родом из Новгорода и в начале 1590-х годов находился в Москве, где, по мнению исследователей, работал по заказам семей Годуновых и Строгановых. В годы Смуты Чирин покинул столицу и поселился в Сольвычегодске. В этот период иконописец продолжал выполнять заказы Строгановых, начал сотрудничать с другим ярким представителем строгановской школы — Никифором Савиным, а также взял ученика по имени Первуша.
После освобождения Москвы Прокопий Чирин вернулся в столицу. П. П. Муратов отмечает, что иконописца могли побудить к этому сразу несколько причин: с одной стороны, «роль старших Строгановых перешла к сыновьям Семёна Аникеевича, Петру и Андрею, которые подолгу живали в Москве». С другой стороны, бедствия Смутного времени не обошли стороной и Сольвычегодск: в начале 1613 года он был разграблен и сожжён поляками. Как бы то ни было, с 1615 года имя Прокопия Чирина начинает упоминаться в казённо-расходных приказах царского двора среди имён «государевых жалованных иконописцев». Известно, что в 1621 году мастер получал весьма солидное жалованье: 20 рублей, а также по 20 четвертей ржи и овса. Кроме того, в 1621 же году Чирин (вместе с Назарием Савиным, Иваном Паисеиным, Осипом Поспеевым, Лукой Трофимовым и другими мастерами) расписывал новые царские хоромы: Столовую избу и Постельную комнату. Последнее упоминание о художнике относится к 1627 году, когда тот создал ряд иллюстраций к печатному Евангелию.

## Творчество
Самая ранняя из известных исследователям работ Прокопия Чирина — «Никита Воин». Относящаяся, как отмечалось выше, к 1593 году, предназначалась для Благовещенского собора в Сольвычегодске. Является центральной частью трёхстворчатого складня, на створках которого другой художник написал житие святого. В надписи на обратной стороне образа указано, что 15 (25) сентября 1598 года он был «обложен <…> серебром чеканным и позолочен и украшен камением и жемчуги <…> строением Никиты Григорьева сына Строганова». Как отмечают исследователи, уже в этой работе Чирина присутствуют основные отличительные черты его письма: тяготение к уменьшенным формам и каллиграфической тонкости письма; сдержанная, близкая к монохромности цветовая гамма; стремление к особой одухотворенности образов.

## Основные работы

### Сохранившиеся
- «Никита Воин» (1593, ГТГ)
- «Иоанн Предтеча — Ангел пустыни» (кон. XVI — нач. XVII в., ГТГ)
- «Избранные святые: князья Борис и Глеб, Фёдор Стратилат, Феодот Анкирский, Мария Магдалина и Ксения Римляныня» (кон. XVI — нач. XVII в., ГТГ)
- «Богоматерь на престоле, с предстоящими Григорием Богословом и Никитой Воином и припадающими Марией и Евпраксией» (кон. XVI — нач. XVII в., старообрядческая община при Рогожском кладбище)
- «Богоматерь Владимирская, с праздниками и ликами святых» (нач. XVII в., ГРМ)
- «Деисус» (нач. XVII в., ГТГ), при участии Никифора Савина (?).
- «Богоматерь Казанская» (1606, ГТГ)
- «Царевич Дмитрий и благоверный князь Роман Угличский» (1-я пол. XVII в., ГРМ)[комм. 2]

### Утраченные
- «Богоматерь Владимирская, с чудесами от иконы» (1605)
- «Сергий Радонежский» (?)

## Галерея

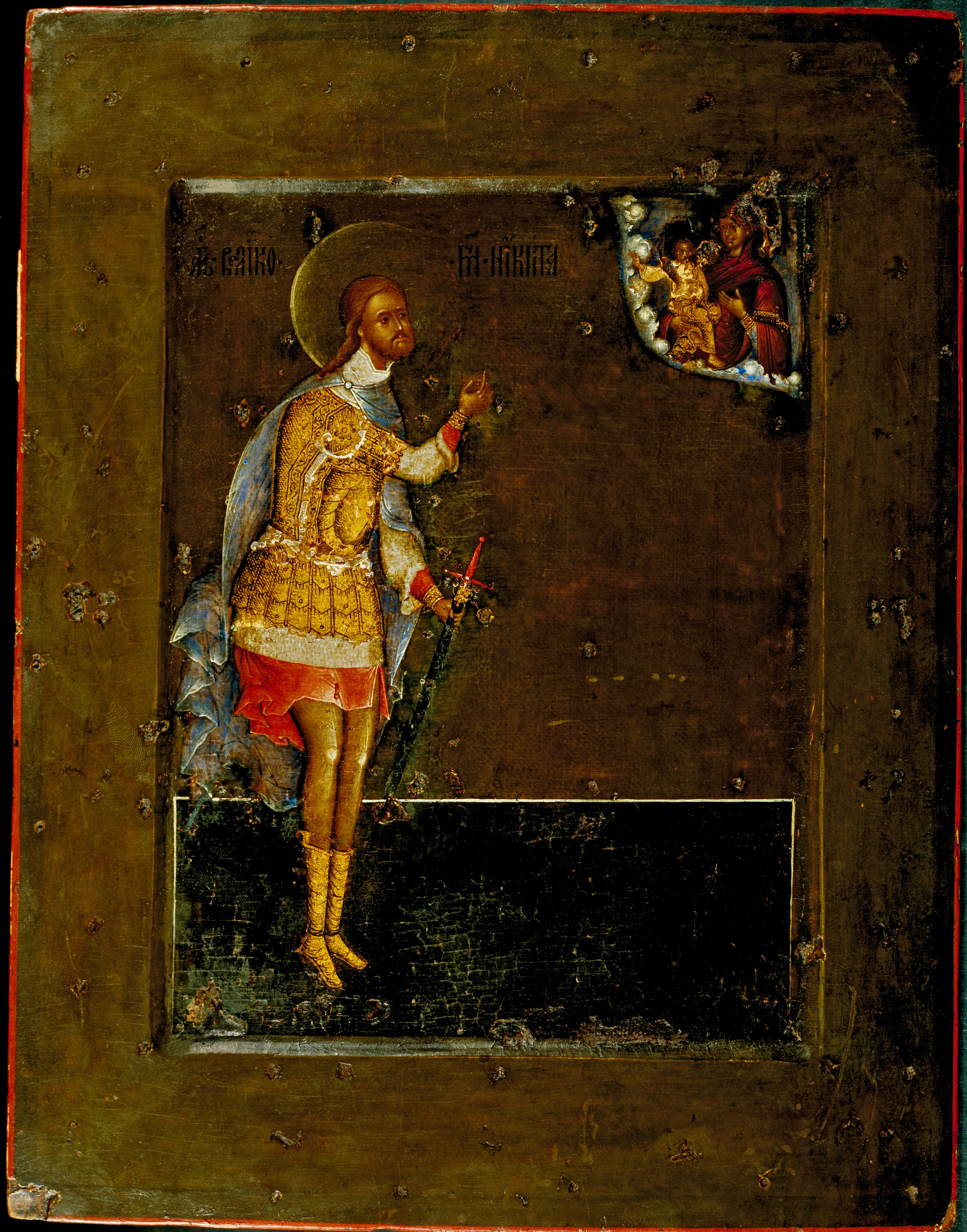
«Никита Воин»
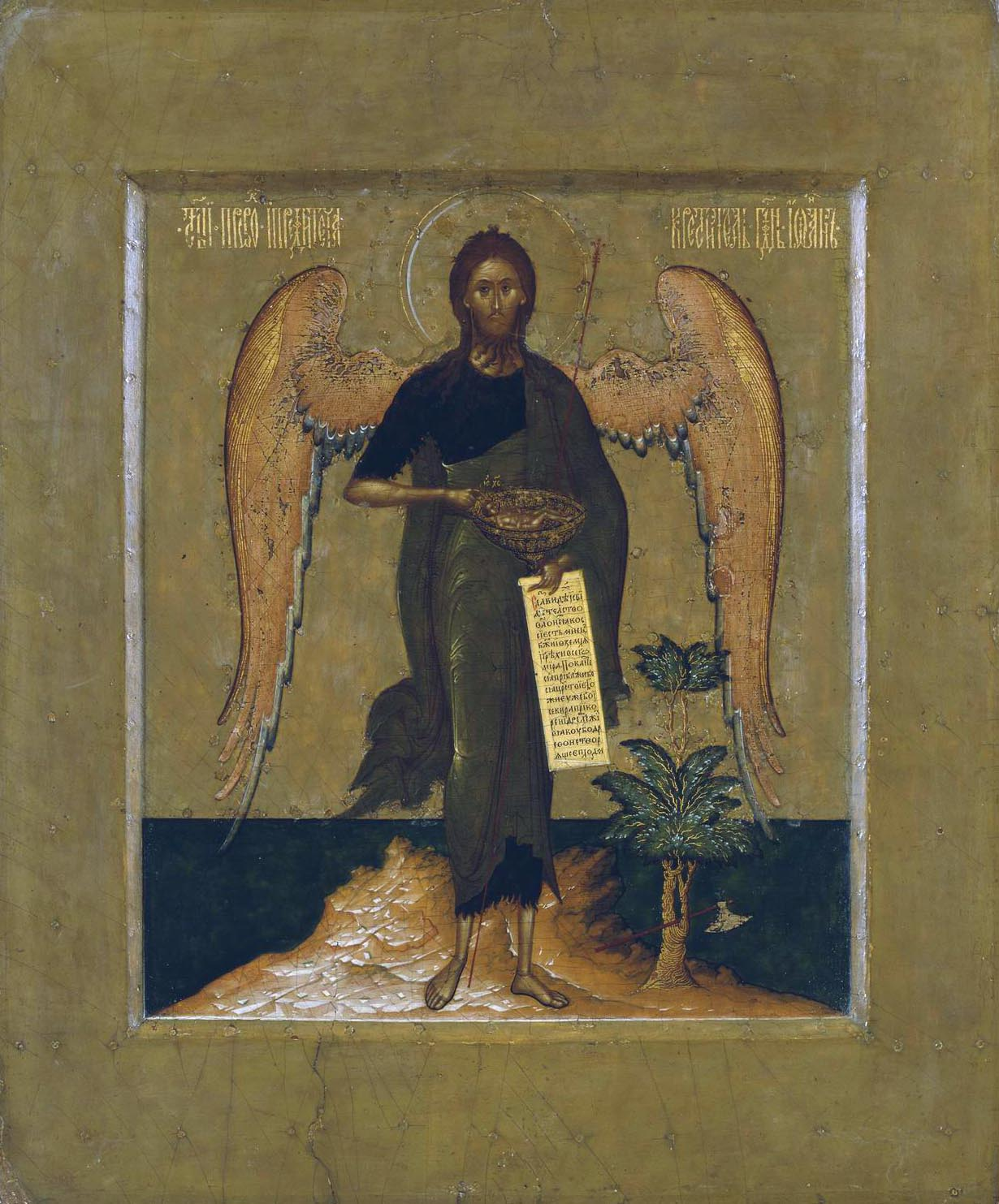
«Иоанн Предтеча — Ангел пустыни»
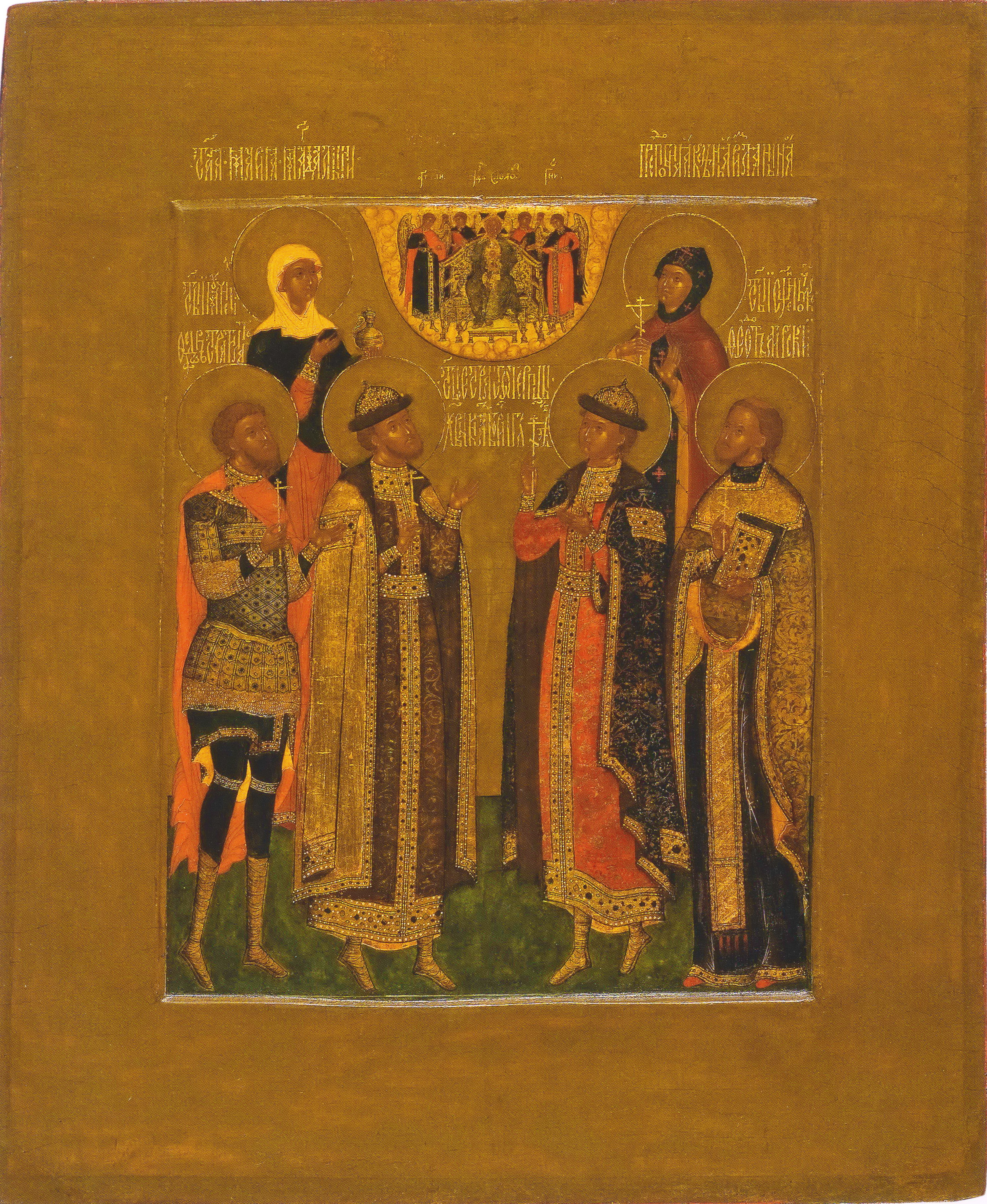
«Избранные святые: князья Борис и Глеб, Фёдор Стратилат, Феодот Анкирский, Мария Магдалина и Ксения Римляныня»
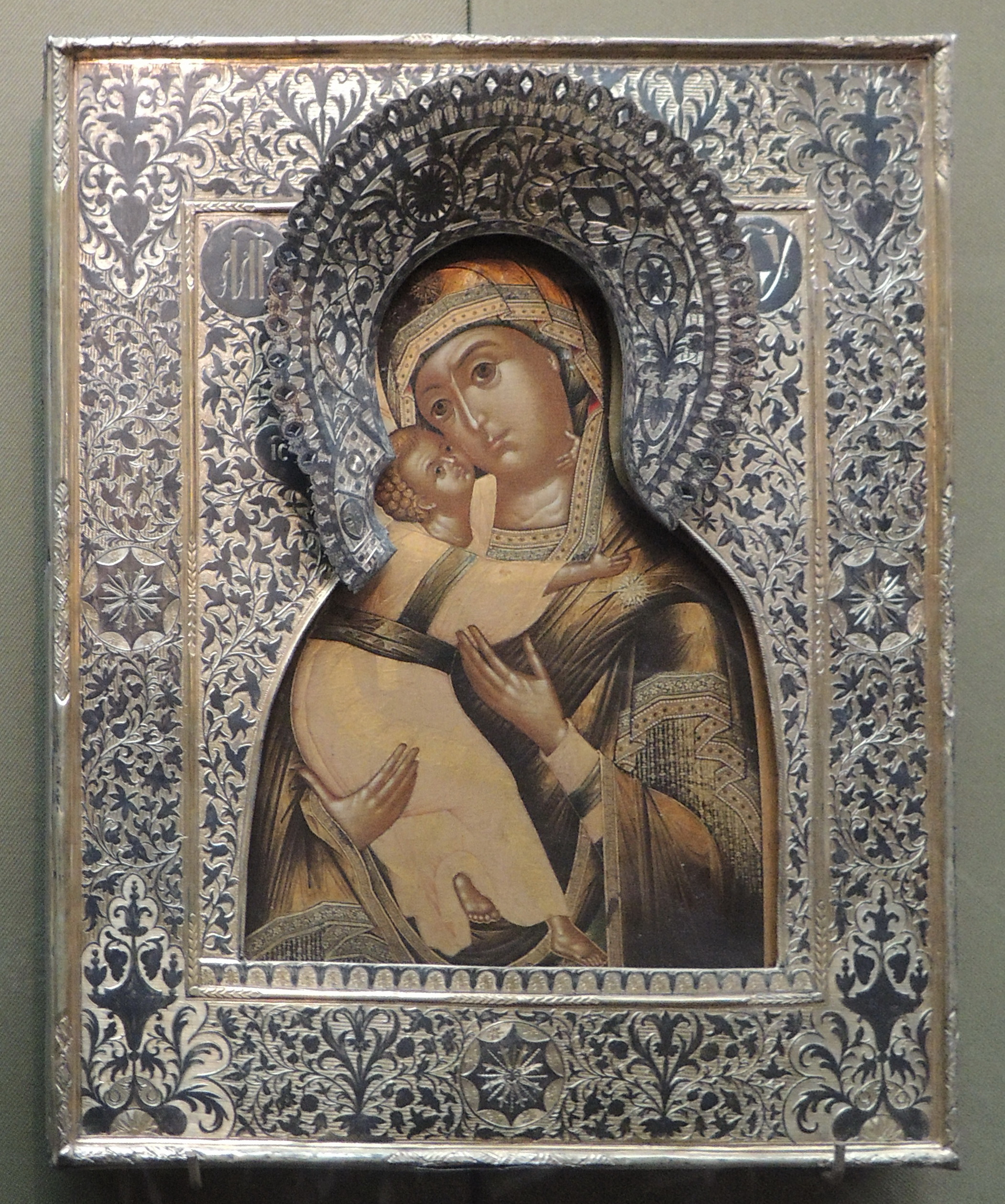
«Богоматерь Владимирская, с праздниками и ликами святых»
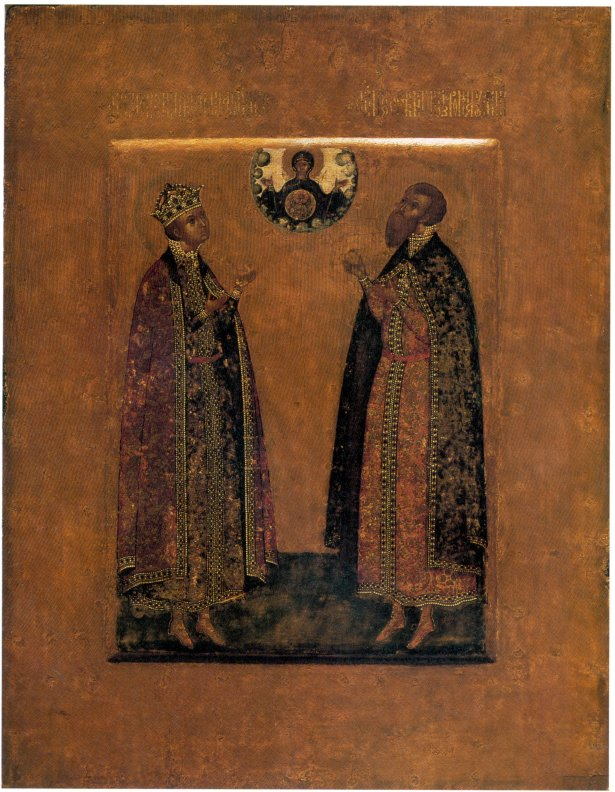
«Царевич Дмитрий и благоверный князь Роман Угличский»
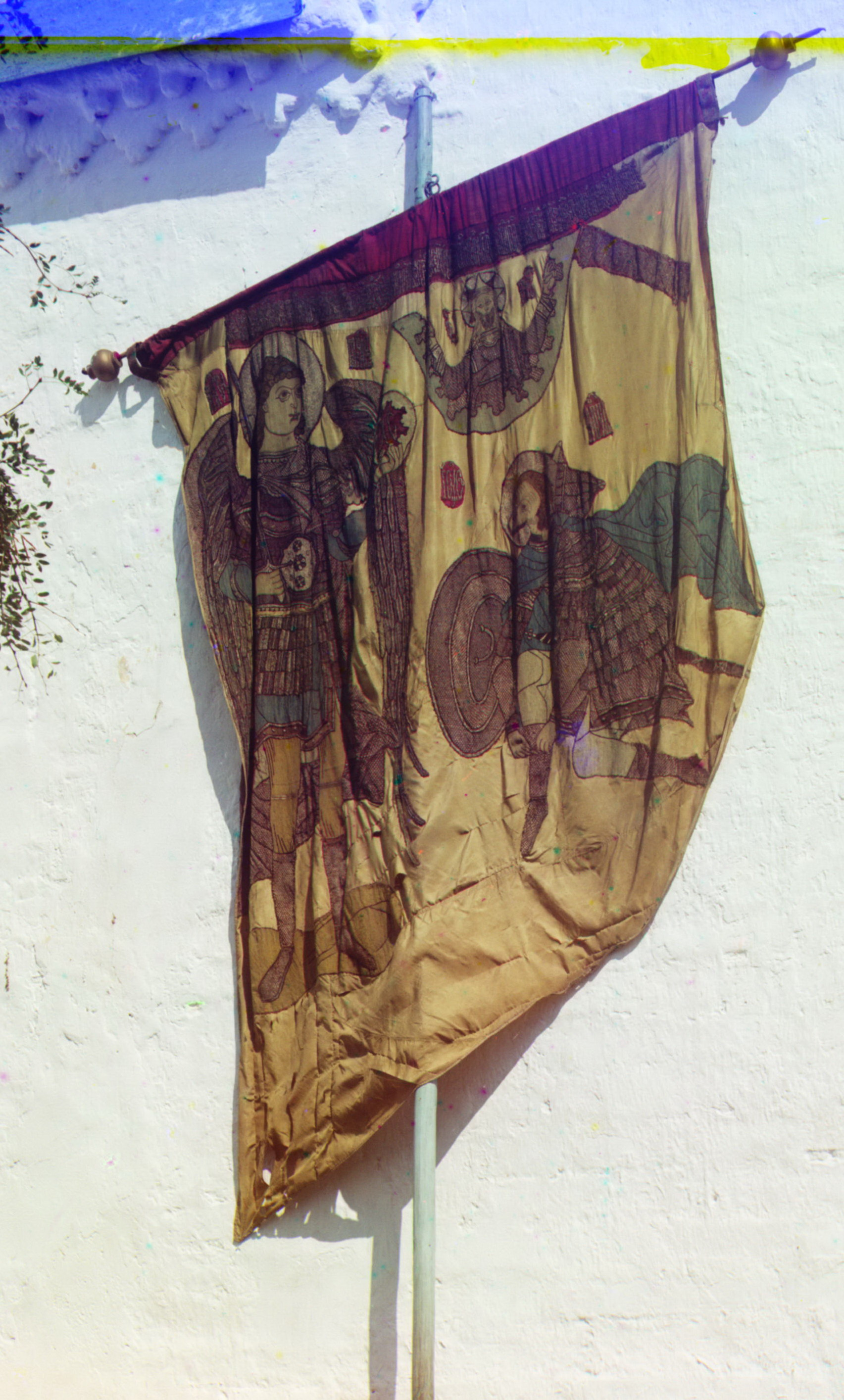
«Знамя Сапеги»

### Комментарии
1. ↑  Старшими Строгановыми, в соответствии с царскими грамотами последней четверти XVI века, принято называть Максима Яковлевича и Никиту Григорьевича, чьи художественные предпочтения сыграли решающую роль в формировании канонов строгановской школы[3].
2. ↑  Авторство Прокопия Чирина предположительно.